# Květná zahrada
Květná zahrada (původně Libosad) v Kroměříži je původní raně barokní park v geometrickém stylu francouzské zahrady s typickými prvky. Zahrada byla v roce 1998 zapsána do seznamu památek UNESCO spolu s Podzámeckou zahradou (arcibiskupské zahrady) a arcibiskupským zámkem.

## Historie
Samotná Květná zahrada byla založena biskupem Karlem II. z Lichtenštejna-Kastelkornu v letech 1665–1675 na neplodné a bažinaté půdě za hradbami tehdejšího města. Původní název zahrady byl Libosad. Jedná se o raně barokní zahradu, ve které byly zkombinovány italské i holandské vlivy. Zahradu vyprojektovali italští architekti Filiberto Lucchese a Giovanni Pietro Tencalla.
Vzhled Květné zahrady a ozdobných prvků v ní detailně zaznamenali na mnoha dochovaných kresbách v roce 1691 kreslíři Justus van den Nypoort (mezi 1645/1649–1692) a Georg Matthäus Vischer (1628-1696).

## Popis
Zahrada obdélného půdorysu vykazuje přesnou symetrii s množstvím geometricky stříhané zeleně a květinových záhonů. Je oplocená a bohatě vyzdobená sochami a fontánami s vodotrysky.  K dalším doprovodným prvkům zahradní architektury patří labyrinty, vodní plochy, kuželna a  takzvané Jahodové kopečky. Vše je obklopeno vysokými a dlouhými živými ploty, které jsou vysázeny na půdorysu trojúhelníků. 
K centrální části přiléhají  okrasné či hospodářské prostory, kterými jsou Pomerančová zahrada, Holandská zahrada, skleníky, hospodářský dvůr, bažantnice, Králičí kopeček, ptáčnice. 

### Rotunda
Uprostřed zahrady o rozloze 485×300 metrů stojí osmiboká rotunda s bohatou vnitřní štukovou a freskovou výzdobou. Ve středu rotundy je zavěšeno Foucaultovo kyvadlo na lanku dlouhém 22,35 m. Svou dráhu zapisuje do jemného písku na kamenném stole. Kyvadlo zde instaloval profesor kroměřížského gymnázia dr. František Nábělek na konci 19. století.

### Vstup a skleníky

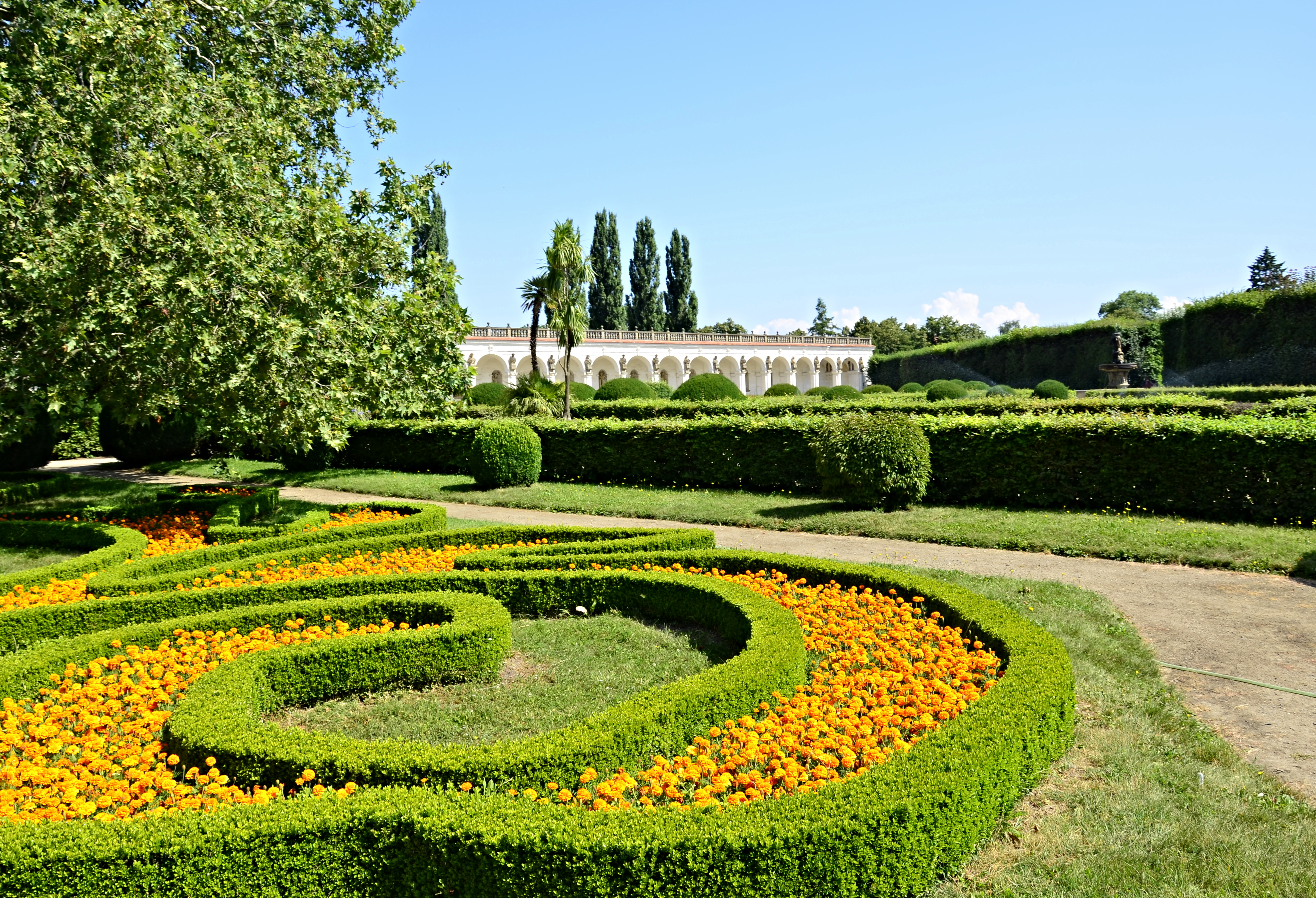
Pohled směrem ke kolonádě

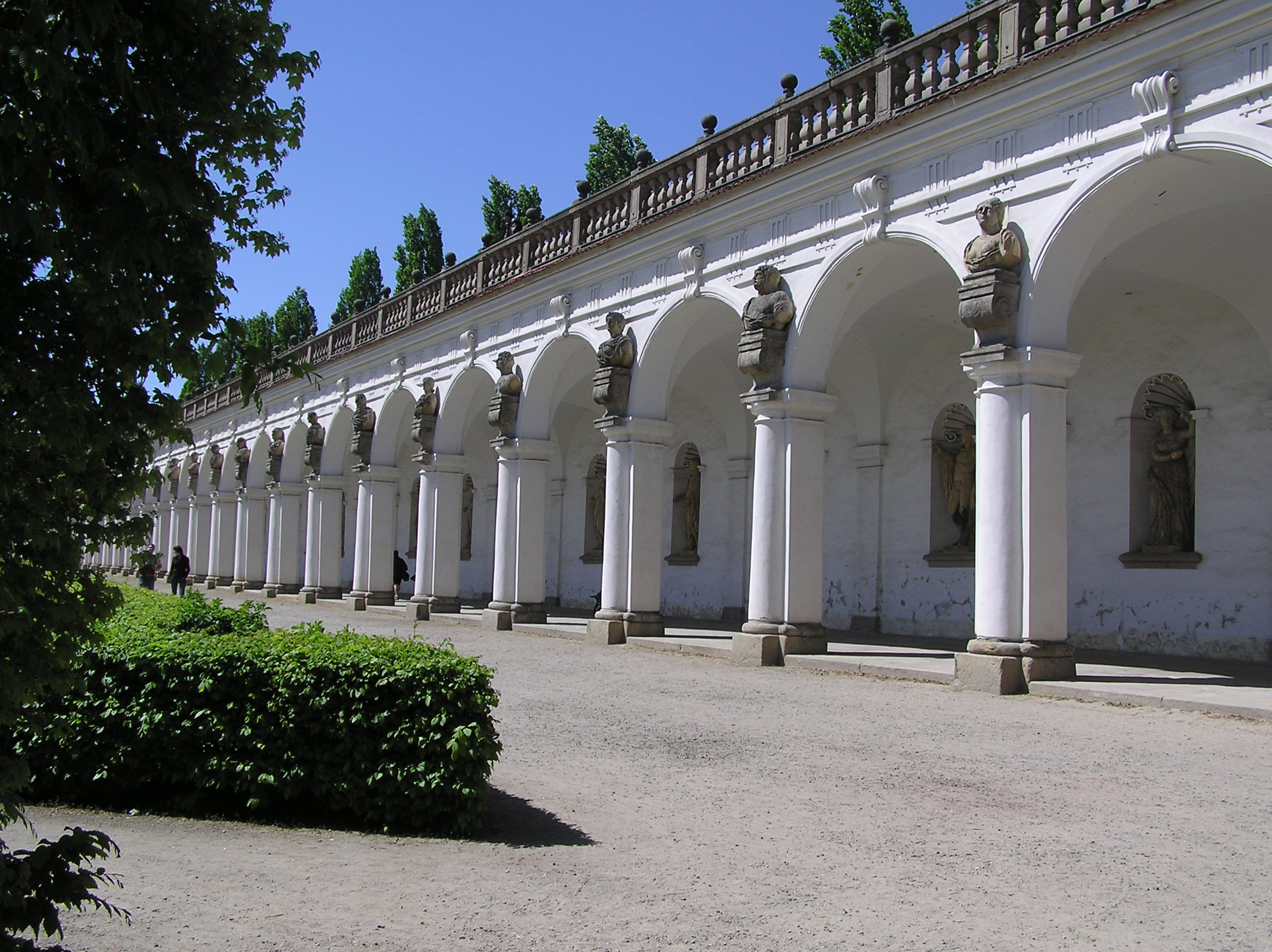
Kolonáda v Květné zahradě

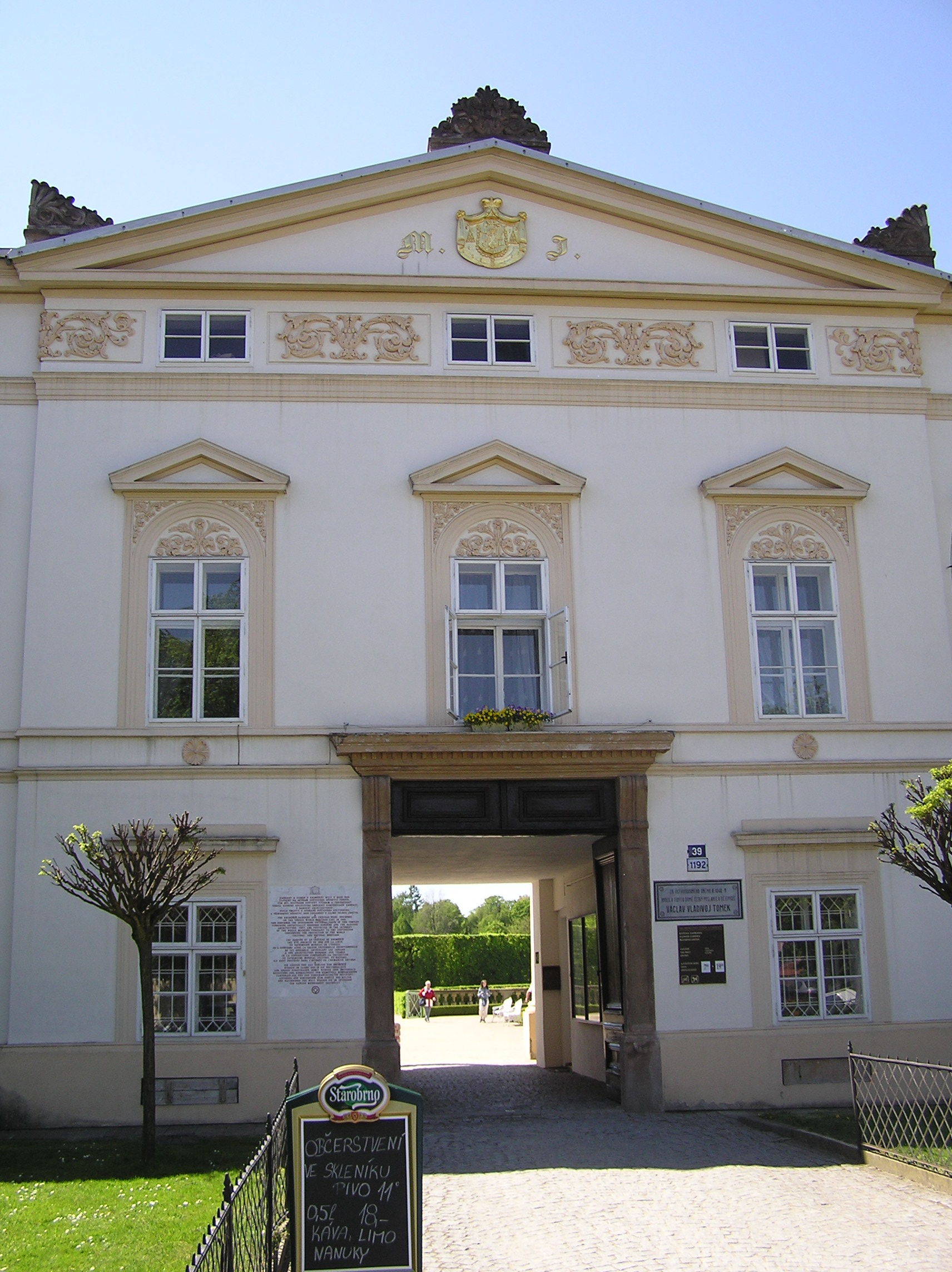
Nový vstup do zahrady

Vstupní budova vytvořená architektem Antonínem Archem (1793-1851) v první polovině 19. století (1840–1845) tvoří Čestný dvůr v klasicistním stylu ze stran uzavřený velkými skleníky (Hrubý, Tropický skleník nebo také studený a tropický). Dvůr, který tak tři budovy vytvořily, je otevřen směrem do zahrady. Vstupní portál má trojúhelníkový tympanon s iniciálami M a J po stranách zlaceného erbu arcibiskupa Maxmiliána Josefa Sommerau-Beckha.
Na levé straně portálu je umístěna informační tabule o Květné zahradě a na pravé straně pamětní deska informující návštěvníky, že v tomto domě bydlel za ústavodárného sněmu v letech 1848–1849 český poslanec a dějepisec Václav Vladivoj Tomek.

### Kolonáda
Celou jednu stranu Květné zahrady tvoří 244 m dlouhá kolonáda (arkádová lodgie), která původně sloužila jako hlavní vstup. Kolonáda je vyzdobena 44 sochami antických bohů, historických a mytických postav v atikách a stejným počtem bust nad pilíři. Přímo v kolonádě původně byly i funkční fontány zasvěcené římským bohům Neptunovi a Venuši. Nad původním hlavním vchodem do zahrady ve středu kolonády je umístěna bysta biskupa Karla II. z Lichtenštejna-Kastelkornu s latinským nápisem: 

INGREDERE HOSPES ET 

OPEROSAM VLIGINOSI QUONDAM AC 

INCVIXI HIC RVRIS VIDE SIS METAMOR 

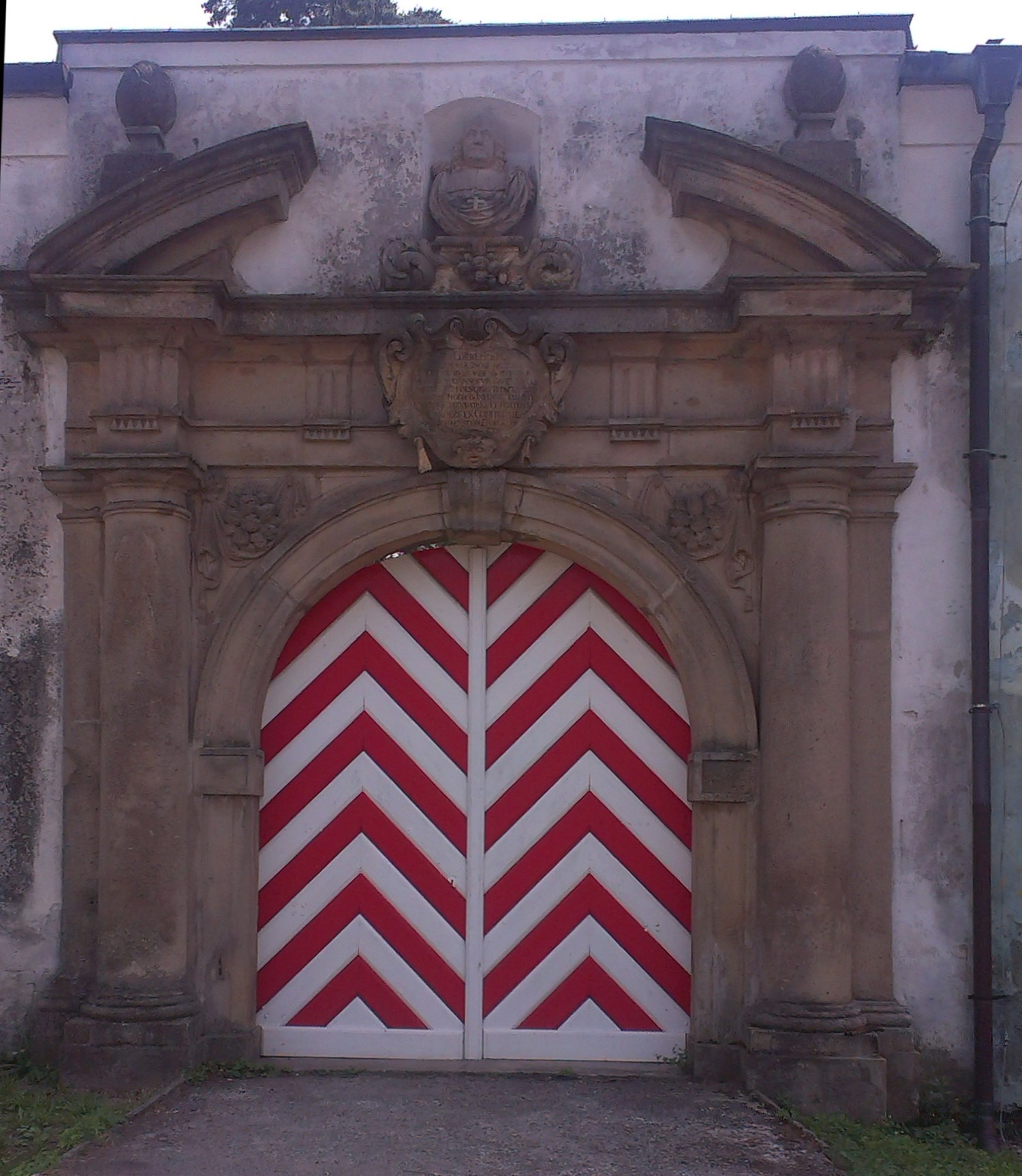
Původní vstup do zahrady

PHOSIM, SOSPES INNOCVIS HORTI FRVERE 

DELICIIS QUEM DESIGNAVIT DECENALIO 

CVRA NEC MODICIS IMPENSIS TIBI EST 

ARCHITECTAVS SIBIQ ET POSTERIS 

CAROLVS EX COMITIB, DE 

LICHTENSTEIN EPVS OLOM 

1675 

„Vejdi hoste a uvidíš pracnou proměnu půdy, kdysi močalovité a pusté. Ve zdraví užívej neškodných rozkoší zahrady, kterou navrhl a desetiletou péčí vybudoval nemalým nákladem Tobě, sobě i potomstvu Karel hrabě z Lichtenštejnu, biskup olomoucký 1675.“
Při pohledu ze „střechy“ kolonády vynikají geometrické tvary pěšin a živých plotů a centrální rotunda.

### Rekonstrukce zahrady
Základní rozložení zahrady bylo vcelku zachováno i po různých rekonstrukcích, které probíhaly už od počátku 19. století, stejně tak i většina hlavních okrasných staveb. Kroměřížská zahrada tak dnes reprezentuje vhodně styl francouzských barokních geometrických zahrad, které se v zachovalém stavu nacházejí v Česku jen velmi vzácně. Po opravách, které v zanedbaném parku probíhaly od devadesátých let 20. století, se vzhled zahrad zásadně změnil.
Památkáři získali z evropských fondů více než 300 milionů korun na to, aby zahrady co nejvíce přiblížili k původní podobě. Květná zahrada byla po rozsáhlé rekonstrukci slavnostně otevřena 6. a 7. 9. 2014.

#### Národní centrum zahradní kultury
Od roku 2015 při zahradě funguje Národní centrum zahradní kultury, jehož posláním je poskytovat informace, školení a metodickou pomoc v oblasti obnovy a následné péče o historické zahrady a parky v České republice.